# Outlook Peak
Outlook Peak è una montagna situata sull'Isola di Axel Heiberg, nel territorio del Nunavut, Canada, e fa parte della catena montuosa della Cordigliera Artica. 
Ha un'altezza di 2.210 metri sul livello del mare e rappresenta la cima più elevata dell'Isola di Axel Heiberg.